# Schlüsselindustrie
Schlüsselindustrien (auch: Kernindustrie; englisch key industry) sind Industrien, deren Aufträge, Bestellungen und/oder Lieferungen/Zulieferungen andere Wirtschaftszweige wirtschaftlich wesentlich beeinflussen. Auf Staatsebene haben sie den größten Anteil am Produktionswert einer Volkswirtschaft. Daher ist es je nach Land unterschiedlich, was als Schlüsselindustrie gilt.

## Allgemeines
Der Begriff der Schlüsselindustrie lässt sich nur schwer definieren. Gemeint sind jedenfalls Industrien, die für das Wirtschaftswachstum als von besonderer Bedeutung angesehen werden, weil sie in vielen Branchen eingesetzt werden. Es handelt sich um Bereiche, deren Produkte oder Dienstleistungen in praktisch alle Bereiche der Wirtschaft Eingang finden und sie auch verändern. Die Schlüsselindustrie ist ein aus der Polarisationstheorie stammender Begriff, der die dominanten Geschäftsbeziehungen zu vor- und nachgelagerten Produktionsstufen betrifft. Die Hans-Böckler-Stiftung definiert sie als „jene Branchen, die aufgrund ihrer Produktionsfaktorausstattung und/oder der Nachfrageentwicklung rascher wachsen als andere Branchen desselben Zeit- und Wirtschaftsraumes und die daraus resultierenden Wachstumsimpulse über steigende Liefer-, Bezugs- und Leistungsverflechtungen auf andere Sektoren übertragen“. Die Bundesregierung definierte sie als „Industrien, die aufgrund intensiver Vorleistungs- und Abnehmerverflechtungen die Entwicklung einer Vielzahl anderer Branchen mitbestimmen.“ Es ist nicht ausgeschlossen, dass eine Schlüsselindustrie auch gleichzeitig Schlüsseltechnologien vorweisen kann.

## Geschichte

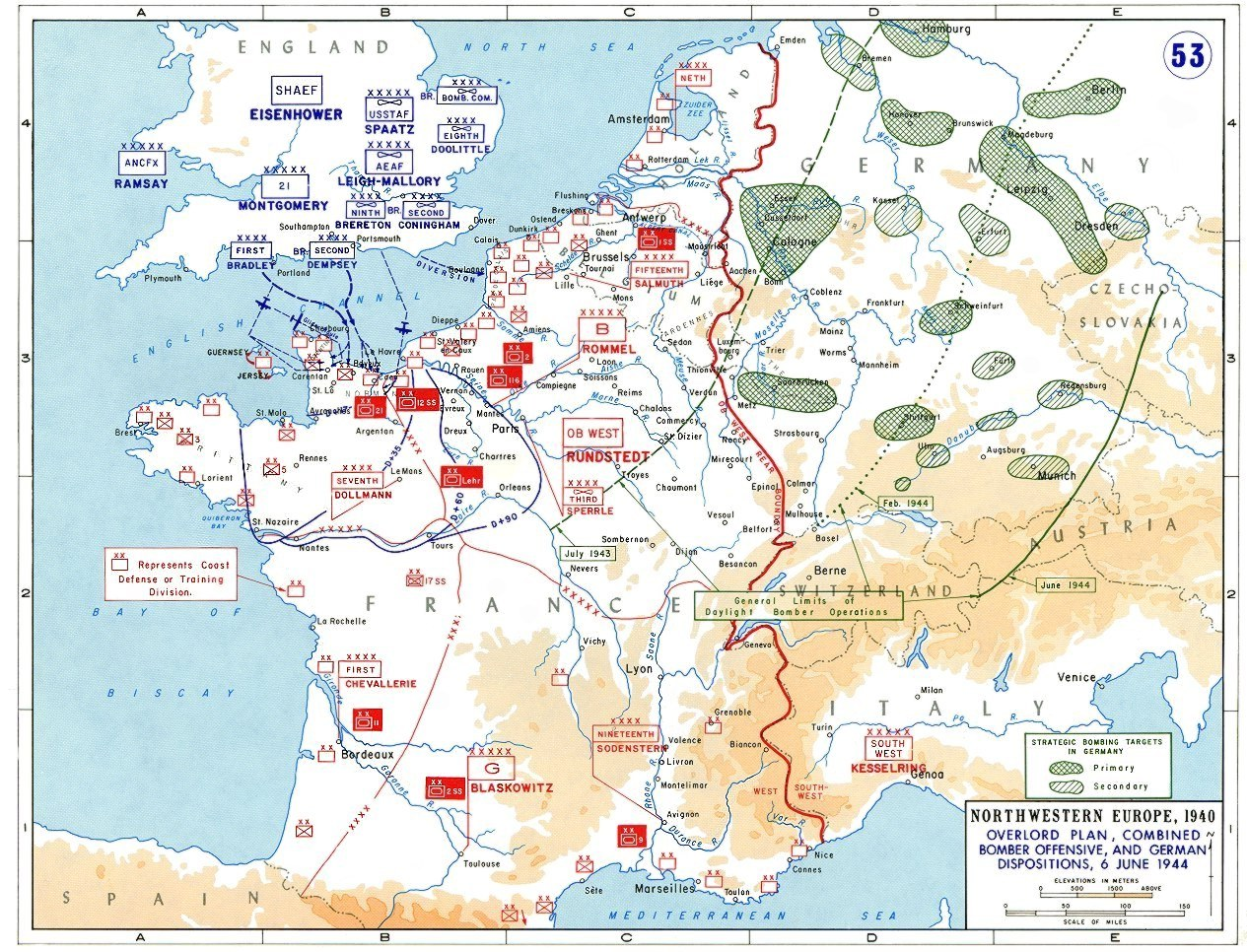
Overlord-Plan mit kombinierter Bomberoffensive im Juni 1944 mit industriell und strategisch wichtigen Angriffszielen in Deutschland

Die Frage nach Schlüsselindustrien tauchte erstmals im Zeitalter der Industrialisierung auf. Als Basistechnologien der zweiten industriellen Revolution zwischen 1840 und 1890 galten die Stahlerzeugung (Bessemerbirne) und die mobile Dampfmaschine, Schlüsselsektoren waren die Eisenbahn und die Dampfschifffahrt. Im dritten Zyklus zwischen 1890 und 1940 verbreiteten sich Rohöl und Elektrizität, der Elektromotor verdrängte die Dampfmaschine, Schlüsselindustrien waren die Grundstoffchemie und Spezialitätenchemie, Chemiefaserindustrie, Elektrotechnik und Schwermaschinenbau. Im Zweiten Weltkrieg hatten die Alliierten ihr Bombardement in Deutschland neben militärischen Einrichtungen und Rüstungsindustrie vor allem auf die Zerstörung von Schlüsselindustrien ausgerichtet. Die in Schweinfurt konzentrierte Wälzlagerindustrie war im Zweiten Weltkrieg eine Schlüsselindustrie ersten Ranges, da ohne Wälzlager sich kein Rad bei Panzern, Flugzeugen und Maschinen drehen kann. Deshalb besaß die Stadt die beste Luftverteidigung Deutschlands, so dass die USAAF hier ihre größte Niederlage erlitt.

## Arten
Zur Schlüsselindustrie gehören heute in Deutschland Automobilindustrie, Bauindustrie, chemische Industrie, Elektroindustrie, Energieerzeugung, Maschinenbau oder Schiffswerften. Auch das Bankwesen wird als Schlüsselindustrie verstanden. Es sind Branchen mit einer gewissen Größe, die Skalenvorteile und Verbundvorteile realisieren können, die durch eine hohe Investitionsneigung gekennzeichnet sind, die überdurchschnittlich Technologien entwickeln, am stärksten im Außenhandel tätig sind, durch ihre Nachfrage nach Vorleistungsgütern oder Zwischenprodukten auf andere Branchen ausstrahlen, ein überdurchschnittliches Wirtschaftswachstum aufweisen oder hohe Ertragskraft besitzen. Oft werden eher junge Branchen wie die Biotechnologie, die Mikroelektronik oder die Nanotechnologie als Schlüsselindustrien bezeichnet, weil man erwartet, dass sie in der Zukunft für die Wirtschaft eine hohe Bedeutung erlangen werden und für das Land als Wissensstandort wichtig sind. Unter dem Gesichtspunkt der Versorgungssicherheit werden auch Bergbau, Landwirtschaft und Energieversorger als Schlüsselindustrien bezeichnet.
Nach der Größe im Hinblick auf den Produktionswert belegte in Deutschland (2006) der Automobilbau Rang 1, gefolgt vom Maschinenbau, Baugewerbe, chemische Industrie, Ernährungsgewerbe, Metallerzeugnisse und Energieversorgung. Legt man die Exportquote zugrunde, führt die Büromaschinenindustrie (einschließlich DV-Geräte), gefolgt von Ledergewerbe, Fahrzeugbau, Bekleidungsgewerbe und Rundfunk-  und Nachrichtentechnik.

## Wirtschaftliche Aspekte
Die Industriepolitik eines Staates fokussiert sich insbesondere auf seine Schlüsselindustrien. Ihre volkswirtschaftliche Bedeutung ist groß, denn sie sind wirtschaftlich eng verflochten mit den übrigen Wirtschaftszweigen und/oder tragen wesentlich zum Export eines Staates bei. „Es sind Branchen, die für die jeweilige Volkswirtschaft von besonderer Bedeutung sind, überdurchschnittlich zum Wirtschaftswachstum beitragen oder für die internationale Wettbewerbsfähigkeit besonders wichtig sind“. Schlüsselindustrien weisen einen besonders hohen Anteil an volkswirtschaftlichen Kennzahlen wie Beschäftigung, Exportquote oder Produktionswert auf.